# Куссуль, Наталья Николаевна
Наталья Николаевна Куссуль (род. 10 ноября 1965, Воркута, Коми АССР) — украинский специалист по вычислительному интеллекту и информационным технологиям спутникового мониторинга. Доктор технических наук, профессор кафедры информационной безопасности.

## Биография

### Образование
В 1987 окончила Киевский национальный университет имени Тараса Шевченко (механико-математический факультет); получила диплом с отличием по специальности «Математика». Присвоена квалификация «Математик. Преподаватель». По окончании аспирантуры без отрыва от производства в Институте кибернетики имени В. М. Глушкова в 1991 году защитила кандидатскую диссертацию по специальности «Системный анализ и автономное управление». Научный руководитель — доктор технических наук, профессор Бакан Геннадий Михайлович. В 2001 году по окончании докторантуры Института Космических исследований НАН Украины и НКА Украины защитила докторскую диссертацию по специальности «Системы и процессы управления».

### Профессиональная деятельность
С 1987 по 1996 работала в Институте кибернетики имени В. М. Глушкова, занимала должности инженера-программиста, младшего научного сотрудника, научного сотрудника, старшего научного сотрудника.
С момента создания в 1996 году Института Космических исследований НАН Украины и НКА Украины работает в этом институте, занимая должности старшего научного сотрудника, заведующего отделом информационных технологий и систем, заместителя директора по научной работе.
С 1996 года преподает компьютерные дисциплины на кафедре Информационной безопасности Физико-технического института Национального технического университета Украины «КПИ». В 2001 году получила ученое звание доцента этой кафедры, а в 2006 году — звание профессора.
С 2005 года представляет Украину в рабочей группе WGISS (The Working Group on Information Systems and Services) международного комитета по спутниковым наблюдениям CEOS (Committee on Earth Observing Satellites).

## Достижения
Научный руководитель международных проектов при поддержке CRDF, INTAS, STCU, World Bank.
Инициатор создания и руководитель регионального центра поддержки программы UN-SPIDER на Украине.
Координатор Украинского центра геопространственных данных (UGDC — Ukrainian Geospatial Data Center) мировой системы данных WDS.
Подготовила 5 кандидатов наук, руководит научными исследованиями докторантов, аспирантов, магистров.

## Научные работы
Автор свыше 200 научных работ, среди них монографии в издательстве «Наукова думка», издательстве Springer и 2 учебных пособия.
- Nataliia Kussul, Mykola Lavreniuk, Andrii Kolotii, Sergii V. Skakun, Olena Rakoid, Leonid Shumilo. A workflow for Sustainable Development Goals indicators assessment based on high-resolution satellite data (англ.) // International Journal of Digital Earth. — 2019. — P. 1—13. — doi:10.1080/17538947.2019.1610807..
- Nataliia Kussul, Mykola Lavreniuk, Sergii Skakun, Andrii Shelestov. Deep Learning Classification of Land Cover and Crop Types Using Remote Sensing Data (англ.) // IEEE Geoscience and Remote Sensing Letters. — 2017. — Vol. 12, iss. 5. — P. 778—782. — doi:10.1109/LGRS.2017.2681128..
- Andrii Shelestov, Mykola Lavreniuk, Nataliia Kussul, Alexei Novikov, Sergii Skakun. Exploring Google Earth Engine Platform for Big Data Processing: Classification of Multi-Temporal Satellite Imagery for Crop Mapping (англ.) // Frontiers in Earth Science. — 2017. — Vol. 5, iss. 17. — P. 1—10. — doi:10.3389/feart.2017.00017..
- Kussul N., Lemoine G., Gallego J., Skakun S., Lavreniuk M, and Shelestov A.Y. Parcel-Based Crop Classification in Ukraine Using Landsat-8 Data and Sentinel-1A Data (англ.) // IEEE Journal of Selected Topics in Applied Earth Observations and Remote Sensing. — 2016. — Vol. 9, iss. 6. — P. 2500 – 2508.
- Куссуль Н. Н., Шелестов А. Ю. Использование РНР. Самоучитель.- М.: «Диалектика», 2005.
- Куссуль Н. М., Шелестов А. Ю., Лавренюк А. М. Інтелектуальні обчислення. Навчальний посібник (навчальний посібник з грифом МОН України).- К.: «Наукова думка», 2006. — 186 с.
- Куссуль Н. Н., Шелестов А. Ю., Скакун С. В., Кравченко А. Н. Интеллектуальные вычисления в задачах обработки данных наблюдения Земли.- К.: « Наукова думка», 2007. — 196 с.
- Куссуль Н. Н., Шелестов А. Ю. Grid-системы для задач исследования Земли. Архитектура, модели и технологии.- К.: «Наукова думка», 2008. — 452 c.
- Куссуль Н. М., Шелестов А. Ю., Скакун С. В., Кравченко О. М. Intelligent Data Processing in Global Monitoring for Environment and Security.- ITHEA, Київ-Софія, 2011.
- Kussul N., Shelestov A., Skakun S. Technologies for Satellite Data Processing and Management Within International Disaster Monitoring Projects// In . Grid and Cloud Database Management Grid — Fiore, S.; Aloisio, G. (Eds.). — 2011, Springer — Р. 279—306.
- Kussul N., Shelestov A., Skakun S., Kravchenko O. High-performance Intelligent Computations for Environmental and Disaster Monitoring/ In Intelligent Data Processing in Global Monitoring for Environment and Security — ITHEA, Kiev-Sofia, 2011 — P. 76-103.
- Kussul N., Shelestov A., Skakun S. Flood Monitoring on the Basis of SAR Data/ In Use of Satellite and In-Situ Data to Improve Sustainability// F. Kogan, A. Powell, O. Fedorov (Eds.). — NATO Science for Peace and Security Series C: Environmental Security, Springer, 2011. — P. 19-29.
- Lecca G., Petitdidier M., Hluchy L., Ivanovic M., Kussul N., Ray N., Thieron V.: Grid computing technology for hydrological applications. Grid computing technology for hydrological applications.- Journal of Hydrology, 2011, Volume 403, Issues 1-2, 6 June 2011, P. 186—199.
- Kussul N., Mandl D., Moe K., Mund J.P., Post J., Shelestov A., Skakun S., Szarzynski J., Van Langenhove G., Handy M. Interoperable Infrastructure for Flood Monitoring: SensorWeb, Grid and Cloud.- IEEE Journal of Selected Topics in Applied Earth Observations and Remote Sensing, 2012 vol. 5, no. 6, pp. 1740—1745.
- Kussul N., Shelestov A., Skakun S., Li G., Kussul O. The Wide Area Grid Testbed for Flood Monitoring Using Earth Observation Data.- IEEE Journal of Selected Topics in Applied Earth Observations and Remote Sensing, 2012, vol. 5, no. 6, pp. 1746—1751.
- Kogan, F., Kussul, N., Adamenko, T., Skakun, S., Kravchenko O., Kryvobok O., Shelestov A., Kolotii A., Kussul O. & Lavrenyuk A. Winter wheat yield forecasting in Ukraine based on Earth observation, meteorological data and biophysical models.-International Journal of Applied Earth Observation and Geoinformation, 2013 vol. 23, pp. 192—203.